# حساب بانکی
حساب بانکی نشان دهنده ثبت وقایع حساب مالی بین مشتری بانک و مؤسسهٔ مالی (بانکی) است.

حساب بانکی از نظر بانکداری ممکن است یکی از انواع زیر باشد:

## حساب جاری (Transaction account)
در بانکداری بین‌المللی حسابهایی وجود دارند که به منظور عملیات روزمره دریافت و پرداخت استفاده می‌شوند. به اینگونه حسابها هیچ‌گونه سودی از طرف بانک پرداخت نمی‌شود ولی خدمات گسترده‌ای از قبیل کارت و چک روی آن تعریف می‌گردد. به این حسابها حسابهای جاری گفته می‌شود. حتی در برخی بانکهای خارجی از اینگونه حسابها کارمزد هم دریافت می‌گردد.
در ایران با توجه به شرایط و بومی سازی بانکداری بین‌الملل و تطبیق صنعت با فقه اسلامی و شیعی حساب قرض الحسنه تعریف شده که به عنوان قرض صاحب حساب به بانک است که هر زمان صاحب حساب اراده کند می‌تواند دریافت نماید.

## حساب پس‌انداز (Savings account)
حسابهایی که طی قرارداد آن صاحب حساب پول خود را در یک محدوده زمانی در اختیار بانک قرار می‌دهد که بانک با آن کار کند.

در بانکداری بین‌الملل بانک مبالغ را جمع‌آوری کرده و با پول کار می‌کند و به عنوان سبدگردان مسئولیت تولید سود را بر عهده می‌گیرد و به صاحب حساب هم سود می‌دهد.

در بانکداری ایران بانک از طرف صاحب حساب وکیل در سرمایه‌گذاری می‌شود و از سود حاصل حق‌الوکاله خود را برداشت می‌کند و بقیه را به صاحب حساب می‌پردازد.

## گواهی سپرده (Deposit account)
حسابهایی که با زمان بلندتری نسبت به پس‌انداز و با تعهد زمانی مشخص و ثابت سپرده گذار پول خود را به بانک می‌سپرد و بانک سرمایه‌گذاری و سود خود را برداشته و سود صاحب حساب را نیز پرداخت می‌نماید.

## الگوریتم شماره حساب / شماره مشتری در بانکداری
شماره‌ای که به مشتری داده می‌شود از چهار بخش تشکیل شده‌است:
1. کد شعبه
2. کد حساب (نوع حساب)
3. شماره مشتری (اختصاصی است؛ همانند کد ملی)
4. رمز

در این الگوریتم، در قسمت رمز می‌توان از عدد صفر تا هر شماره‌ای که نیاز باشد به این شماره مشتری اختصاص داد که در جاهایی که نیاز به یک حساب و چندین سرفصل دارند بسیار مفید می‌باشد.

## انواع حساب‌ها
حساب‌های بانکی انواع گوناگونی دارند. بعضی از حساب‌ها به صورت سپرده مالی مشتریان در نزد بانک‌ها می‌باشند و بعضی حساب‌های مالی برای دریافت وام از مؤسسه مربوط است.
با کارت نقدی (debit card) مشتری می‌تواند از حساب خود پول برداشت کند (همانند کارت عابربانک)
با کارت اعتباری (credit card) مشتری می‌تواند تا سقف مشخصی پول برداشت کند و این پول را مدتی بعد به بانک پرداخت کند؛ بنابراین با کارت اعتباری مشتری به بانک مقروض می‌شود و طبعاً بانک می‌تواند بر روی این قرض سود یا ربا مطالبه کند.